# رجل نعم
رجل نعم (بالإنجليزية: Yes Man) هو فيلم كوميدي تم إنتاجه في المملكة المتحدة والولايات المتحدة وصدر في سنة 2008. من بطولة جيم كاري وزوي ديشانيل وبرادلي كوبر.

## القصة
قصة الفيلم هي عن رجل يسمى «كارل» وهو رجل يرفض كل شيء، يرفض الخروج مع أصحابه، يرفض مساعدة الغير، ويرفض أي دعوة مُقدمة إليه، ويرفض الرد على التليفون إذا كان المتصل مجهولاً، وكان أصدقائه ينتقدونه بشدة، ويحاولون تغييره، وفي يوم قرر أن يكون أحد أعضاء جمعية قول «نعم»، وأن يتعهد بقول نعم لكل شيء يواجهه، فهل ستتغير حياته للأفضل؟ أم ستزداد حياته سوءاً؟؟

## الميزانية والإيرادات
بلغت تكلفة إنتاج الفيلم حوالي 70 مليون دولار بينما حقق أرباحا تقدر بـ 223.2 مليون دولار.

## وصلات خارجية
- رجل نعم على موقع IMDb (الإنجليزية)
- رجل نعم على موقع ميتاكريتيك (الإنجليزية)
- رجل نعم على موقع روتن توميتوز (الإنجليزية)
- رجل نعم على موقع نتفليكس (الإنجليزية)
- رجل نعم على موقع قاعدة بيانات الأفلام العربية
- رجل نعم على موقع ألو سيني (الفرنسية)
- رجل نعم على موقع Turner Classic Movies (الإنجليزية)
- رجل نعم على موقع أول موفي (الإنجليزية)
- رجل نعم على موقع بوكس أوفيس موجو (الإنجليزية)
- رجل نعم على موقع فيلمافينيتي (الإسبانية)